# Лука Дончић
Лука Дончић (Љубљана, 28. фебруар 1999) словеначки је кошаркаш. Игра на позицијама плејмејкера и бека, а тренутно наступа за Лос Анђелес лејкерсе. Сматра се за једног од најбољих европских играча у историји кошарке.
Јуниорску каријеру је почео у редовима Олимпије, а наставио ју је у академији Реал Мадрида. За сениорску екипу Реала први пут је наступио 2015. са шеснаест година по чему је најмлађи дебитант у историји тог клуба. Реал предвођен Дончићем је освојио Евролигу 2017/18; Дончић је проглашен најкориснијим играчем као и најкориснијим играчем фајнал фора Евролиге исте сезоне. Дончић је такође на крају сезоне 2017/18. био добитник награде за најкориснијег играча Првенства Шпаније. Двапут је освојио награде за најбољег младог играча Евролиге и најбољег младог играча шпанске лиге. Дончић се нашао у Евролигином избору идеалног тима деценије 2010—2020.
Дончић је потврдио излазак на НБА драфт 2018. на коме су га одабрали Атланта хокси као трећег пика прве рунде да би га потом трејдовали у Далас мавериксе. У својој првој сезони у НБА уврштен је у идеални тим новајлија и уједно је освојио награду за најбољег новајлију у НБА. Пет пута је био члан НБА ол-стар утакмице и пет пута је биран у једну од идеалних петорки НБА. Био је најбољи стрелац лиге у сезони 2023/24; први је европски кошаркаш коме је то пошло за руком. Исте сезоне је предводио Далас до НБА финала (трећег у повести тог клуба) у коме је поражен од Бостон селтикса. Дончић је такође играч Даласа који је у дресу тог клуба остварио највише трипл-даблова. Држи рекорд Даласа по броју датих поена у једној сезони. У неочекиваном трејду до ког је дошло на средини сезоне 2024/25. Дончић је прешао у Лос Анђелес лејкерсе.
Деби за сениорску репрезентацију Словеније имао је 2017. Са Словенијом је освојио Европско првенство 2017. што је уједно била прва освојена титула у историји те репрезентације. Такође је био уврштен у идеалну екипу Европског првенства. Репрезентацију своје земље представљао је и на Олимпијским играма 2020, Европском првенству 2022. и Светском првенству 2023. 

## Каријера

### Јуниорска каријера
Ишао је у основну школу Миран Јарц у Љубљани. Дончић је каријеру почео у млађим категоријама Унион Олимпије. Брзо су га приметили скаути Реала из Мадрида. У септембру 2012. је потписао петогодишњи уговор са Реал Мадридом. Са јуниорима Реала је освојио јуниорски турнир Евролиге 2015. године и био је проглашен за најкориснијег играча.

### Реал Мадрид
За први тим Реала је дебитовао 30. априла 2015. и тако постао најмлађи дебитант у историји краљевског клуба са само 16 година и два месеца старости. Уједно је постао трећи најмлађи дебитант у историји прве шпанске АЦБ лиге. У сезони 2015/16, Реал је освојио шпанско првенство након што су победили Барселону у финалу. Лука је играо на 31 мечу шпанске лиге ове сезоне, улазио је са клупе као резервни играч, а у просеку играо 14 минута и постизао је 4,9 поена, 2,8 скокова и 2 асистенције по утакмици. После тога се уписао у историју као најмлађи победник финала, имао је само 17 година и 115 дана.
Током припремног периода пре почетка сезоне 2016/17, показао је велики напредак у игри. Тако је на пријатељским мечевима у септембру 2016. први пут играо у петорци и показао свој таленат са много добрих наступа. У том периоду је био први стрелац тима. Након тога, почео је да добија већу минутажу и тиме више могућности да се докаже. 
У децембру 2016. године, први пут је заблистао у Евролиги. Прво је на домаћем терену у утакмици против Жалгириса постигао 17 поена, укључујући осам у одлучујућим последњим минутима током утакмице и био најзаслужнији за победу у неизвесној завршници. Изабран је за најбољег играча 13. кола Евролиге. На утакмици против немачког Бамберга, прикупио је 16 поена, 6 скокова, 5 асистенција и имао три украдене лопте. Све то са статистичким индексом 25. Наставио је са одличним играма у Истанбулу против Анадолу Ефеса, када је индекс достигао 31, постигавши 17 поена, 5 скокова и 9 асистенција, а поново је био најбољи стрелац утакмице.
Након тога, 13. јануара 2017. је по други пут, најбољи играч кола Евролиге, а истовремено достигао и свој највећи индекс статистичке ефикасности, који је износио 32. То га је учинило четвртим словеначким кошаркашем, који је више пута успео да то постигне. Поред њега то су били Јака Лакович, Матјаж Смодиш и Еразем Лорбек. Такође је проглашен за Евролигину звезду у успону за сезону 2016/17., која се додељује најперспективнијим младим играчима узраста до 22 година.
У фебруару је успешно наступао на Купу краља када је освојен трофеј. У финалу је допринео победи свог тима са 9 поена. У априлу је у четвртфиналу Евролиге Реал играо против Дарушафаке и два пута узастопно је изабран за најбољег играча утакмице. Прво 27. априла у трећем мечу, који је завршио са 13 постигнутих поена, 8 скокова и две асистенције. Реал се пласирао на фајнал фор Евролиге у Истанбулу и заузео је четврто место.
Дончић је у мечу против Бетиса 9. маја 2018. године забележио први трипл-дабл у каријери и све без промашеног шута.
У сезони 2017/18. Реал Мадрид је предвођен Дончићем освојио Евролигу савладавши Фенербахче у финалној утакмици фајнал-фора у Београду. Дончић је у овој сезони Евролиге проглашен за најкориснијег играча сезоне (најмлађи МВП у историји Евролиге), најкориснијег играча фајнал фора, најбољег младог играча (звезда у успону) а уврштен је и у идеални тим Евролиге.

### Репрезентација
За сениорску репрезентацију Словеније дебитовао је на Европском првенству 2017. године. Словенија је изборила полуфинале на том такмичењу победом против Летоније. Најефикаснији у свом тиму био је Дончић са 27 поена и 9 скокова. У полуфиналу Словенци су победили Шпанију и освојили прву историјску медаљу, а Дончић је остварио дабл дабл учинак 11 поена, 12 скокова и 8 асистенција. У финалу је Словенија савладала Србију и тако постала по први пут у својој историји шампион Европе. Дончић је у финалној утакмици имао 8 поена и 7 скокова али је због повреде меч напустио у трећој четвртини. Дончић је уврштен у идеални тим Европског првенства.

## Приватно
Лука је син некадашњег кошаркаша Саше Дончића, који је био играч многих словеначких клубова, као и краљевачке Слоге. Дончићи су српског порекла из села Бича у близини Клине. Лука је од малих ногу навијач Црвене звезде.

## Успеси

### Клупски
- Реал Мадрид:
  - Евролига (1): 2017/18.
  - Првенство Шпаније (3): 2014/15, 2015/16, 2017/18.
  - Куп Шпаније (2): 2016, 2017.
  - Интерконтинентални куп (1): 2015.

### Репрезентативни
- Европско првенство:  2017.

### Појединачни
- Идеални тим Европског првенства (1): 2017.
- Идеални тим Евролиге — деценија 2010—2020
- Најкориснији играч Евролиге (1): 2017/18.
- Најкориснији играч Фајнал фора Евролиге (1): 2017/18.
- Идеални тим Евролиге — прва постава (1): 2017/18.
- Идеални тим НБА — прва постава (5): 2019/20, 2020/21, 2021/22, 2022/23, 2023/24.
- НБА ол-стар меч (5): 2020, 2021, 2022, 2023, 2024.
- Звезда у успону Евролиге (2): 2016/17, 2017/18.
- НБА новајлија године: 2018/19.
- Идеални тим новајлија НБА — прва постава: 2018/19.
- Најкориснији играч Јуниорског турнира Евролиге (1): 2015.
- Евроскар (1): 2019.

## Статистика

### НБА
| * | Параметар по коме је Дончић био први у лиги |

#### Регуларни део сезоне
| Сезона   | Екипа           | ОУ  | СУ  | МПУ  | ПШ%  | 3П%  | СБ%  | СПУ | АПУ | УПУ | БПУ | ППУ   |
| -------- | --------------- | --- | --- | ---- | ---- | ---- | ---- | --- | --- | --- | --- | ----- |
| 2018/19. | Далас маверикси | 72  | 72  | 32,2 | 42,7 | 32,7 | 71,3 | 7,8 | 6,0 | 1,1 | 0,3 | 21,2  |
| 2019/20. | Далас маверикси | 61  | 61  | 33,6 | 46,3 | 31,6 | 75,8 | 9,4 | 8,8 | 1,0 | 0,2 | 28,8  |
| 2020/21. | Далас маверикси | 66  | 66  | 34,3 | 47,9 | 35,0 | 73,0 | 8,0 | 8,6 | 1,0 | 0,5 | 27,7  |
| 2021/22. | Далас маверикси | 65  | 65  | 35,4 | 45,7 | 35,3 | 74,4 | 9,1 | 8,7 | 1,2 | 0,6 | 28,4  |
| 2022/23. | Далас маверикси | 66  | 66  | 36,2 | 49,6 | 34,2 | 74,2 | 8,6 | 8,0 | 1,4 | 0,5 | 32,4  |
| 2023/24. | Далас маверикси | 70  | 70  | 37,5 | 48,7 | 38,2 | 78,6 | 9,2 | 9,8 | 1,4 | 0,5 | 33,9* |
| 2024/25. | Далас маверикси | 22  | 22  | 35,7 | 46,4 | 35,4 | 76,7 | 8,3 | 7,8 | 2,0 | 0,4 | 28,1  |
| Укупно   | Укупно          | 422 | 422 | 34,9 | 47,0 | 34,8 | 74,8 | 8,7 | 8,3 | 1,2 | 0,5 | 28,6  |
| Ол-стар  | Ол-стар         | 5   | 4   | 23,1 | 41,2 | 29,2 | —    | 2,6 | 5,4 | 0,2 | 0,0 | 7,0   |

#### Плеј-оф
| Сезона | Екипа           | ОУ  | СУ  | МПУ  | ПШ%  | 3П%  | СБ%  | СПУ | АПУ  | УПУ | БПУ | ППУ  |
| ------ | --------------- | --- | --- | ---- | ---- | ---- | ---- | --- | ---- | --- | --- | ---- |
| 2020.  | Далас маверикси | 6   | 6   | 35,8 | 50,0 | 36,4 | 65,6 | 9,8 | 8,7  | 1,2 | 0,5 | 31,0 |
| 2021.  | Далас маверикси | 7   | 7   | 40,1 | 49,0 | 40,8 | 52,9 | 7,9 | 10,3 | 1,3 | 0,4 | 35,7 |
| 2022.  | Далас маверикси | 15  | 15  | 36,8 | 45,5 | 34,5 | 77,0 | 9,8 | 6,4  | 1,8 | 0,6 | 31,7 |
| 2024.  | Далас маверикси | 22* | 22* | 40,9 | 44,6 | 32,2 | 76,5 | 9,5 | 8,1  | 1,9 | 0,4 | 28,9 |
| Укупно | Укупно          | 50  | 50  | 38,9 | 46,2 | 34,7 | 72,0 | 9,4 | 8,0  | 1,7 | 0,5 | 30,9 |

### Евролига
| † | Сезона у којој је Дончић освојио Евролигу   |
| * | Параметар по коме је Дончић био први у лиги |

| Сезона    | Екипа       | ОУ | СУ | МПУ  | ПШ%  | 3П%  | СБ%  | СПУ | АПУ | УПУ | БПУ | ППУ  | ИПУ   |
| --------- | ----------- | -- | -- | ---- | ---- | ---- | ---- | --- | --- | --- | --- | ---- | ----- |
| 2015/16.  | Реал Мадрид | 12 | 0  | 11,1 | 40,7 | 31,3 | 88,2 | 2,3 | 2,0 | 0,2 | 0,3 | 3,5  | 6,2   |
| 2016/17.  | Реал Мадрид | 35 | 15 | 19,9 | 43,3 | 37,1 | 84,4 | 4,5 | 4,2 | 0,9 | 0,2 | 7,8  | 13,3  |
| 2017/18.† | Реал Мадрид | 33 | 17 | 25,9 | 45,1 | 32,9 | 81,6 | 4,8 | 4,3 | 1,1 | 0,3 | 16,0 | 21,5* |
| Укупно    | Укупно      | 80 | 32 | 21,0 | 44,3 | 34,4 | 82,8 | 4,3 | 3,9 | .9  | .3  | 10,6 | 15,6  |

### АЦБ лига
Извор: 
|  | Сезона у којој је Дончић освојио АЦБ лигу |

| Сезона   | Екипа       | ОУ  | СУ | МПУ  | ПШ%  | 3П%  | СБ%  | СПУ | АПУ | УПУ | БПУ | ППУ  | ИПУ  |
| -------- | ----------- | --- | -- | ---- | ---- | ---- | ---- | --- | --- | --- | --- | ---- | ---- |
| 2014/15. | Реал Мадрид | 5   | 0  | 4,8  | 42,7 | 33,3 | 75,0 | 1,2 | 0   | 0   | 0   | 1,6  | 1,8  |
| 2015/16. | Реал Мадрид | 39  | 0  | 12,9 | 52,6 | 39,2 | 70,8 | 2,6 | 1,7 | 0,4 | 0,3 | 4,5  | 5,9  |
| 2016/17. | Реал Мадрид | 42  | 11 | 19,8 | 44,1 | 29,5 | 78,5 | 4,4 | 3,0 | 0,6 | 0,3 | 7,5  | 11,9 |
| 2017/18. | Реал Мадрид | 37  | 21 | 24,3 | 46,2 | 29,3 | 75,2 | 5,7 | 4,7 | 1,1 | .4  | 12,5 | 18,4 |
| Укупно   | Укупно      | 123 | 32 | 18,3 | 46,3 | 31,0 | 75,4 | 4,1 | 3,0 | 0,7 | 0,3 | 7,8  | 11,6 |

### Словенија
| Сезона             | Екипа             | ОУ                | СУ                | МПУ               | ПШ%               | 3П%               | СБ%               | СПУ               | АПУ               | УПУ               | БПУ               | ППУ               | ИПУ               |
| Светско првенство  | Светско првенство | Светско првенство | Светско првенство | Светско првенство | Светско првенство | Светско првенство | Светско првенство | Светско првенство | Светско првенство | Светско првенство | Светско првенство | Светско првенство | Светско првенство |
| ------------------ | ----------------- | ----------------- | ----------------- | ----------------- | ----------------- | ----------------- | ----------------- | ----------------- | ----------------- | ----------------- | ----------------- | ----------------- | ----------------- |
| 2023.              | Словенија         | 8                 | 8                 | 32,2              | 42,7              | 32,4              | 77,2              | 7,1               | 6,1               | 2,5               | 0,4               | 27,0              | 26,0              |
| Олимпијске игре    |                   |                   |                   |                   |                   |                   |                   |                   |                   |                   |                   |                   |                   |
| 2020.              | Словенија         | 6                 | 6                 | 32,7              | 44,9              | 30,4              | 71,4              | 9,7               | 9,5               | 1,2               | 1,0               | 23,8              | 29,2              |
| Европско првенство |                   |                   |                   |                   |                   |                   |                   |                   |                   |                   |                   |                   |                   |
| 2017.              | Словенија         | 9                 | 9                 | 29,1              | 40,6              | 31,1              | 84,8              | 8,1               | 3,6               | 0,9               | 0,3               | 14,3              | 18,7              |
| 2022.              | Словенија         | 7                 | 7                 | 33,2              | 49,6              | 32,2              | 70,2              | 7,7               | 6,6               | 2,0               | 0,6               | 26,0              | 27,1              |